# ヨルダン・カーヴァー
ヨルダン・カーヴァー（Jordan Carver、1986年1月30日 - ）は、ドイツ国籍の写真モデル（独: Fotomodel）。本名はイーナ＝マリア・シュニッツァー（Ina-Maria Schnitzer）。 ロサンゼルス在住。
名前については表記の揺れがある。たとえば日本の巨乳雑誌BACHELORでは「ジョーダン・カーヴァー」となっている。英語圏における発音も「ジョーダン・カーヴァー」に近い。当記事では東京産業新聞社の報道に従うこととする。生まれた年について、異説がないわけではない。

## 生い立ち
イタリア生まれの両親のもと、トリーアに生まれる。ヴィットリヒで育ち、ハウプトシューレを卒業後、ホテルマネージャー（独: Hotelfachfrau）の徒弟（英: apprentice）となる。16歳で生家を去り、ミュンヘンで2度目の職業教育を受ける。美容師兼メークアップアーティストとしてフランスの化粧品会社でファッション撮影（独: Mode-Shooting）の裏方として働く。そこで現マネージャーであるカメラマンDavid Sebastianに見出され、モデルの仕事を勧められる。

## 経歴
2009年、Ina Schnitzer名義でダイビング雑誌SeaStarの企画に参加。SeaStar Girlsの最終選考3名に残る。伝統衣装・ディアンドルのミスコンAngermaier Trachten-Nacht 2009にIna Schnitzer名義で参加。優勝し、Wiesn-Dirndl 2009の称号を得る。
2010年2月1日、自身のウェブサイトを開設（現存しない）。マルチメディアを活用したモデル業を開始。英国の男性雑誌Zooに登場。 いくつかのテレビ番組に出演。Miss Cobra Seat 2011に選ばれ、英国の自動車シート製造販売会社COBRA SEATSの広報モデル（独: Spokesmodel）となる。 
2011年、Bild紙にヨガをする写真が掲載され、これがきっかけで「ヨガ・ヨルダンYoga-Jordan」と呼ばれるようになる。英国の男性雑誌Zooの表紙を飾る。6月、イタリアのフェチ雑誌（英: fetish magazine）AlulAに登場。
2012年、Zoo、Nuts、メキシコの男性雑誌Maximに登場。スペインの雑誌asに登場（1月）。Zoo Weekly Australiaに登場（10月）。ドイツのエレクトロニクス小売り会社Redcoonのブランドアンバサダー（独: Markenbotschafterin）としてTV-CMに出演。
6月23日、RTL2で単独番組に出演。11月19日、『WGN Morning News』に生出演。ヨガを披露する。12月13日、ドイツの男性雑誌LIKE創刊号の表紙を飾る。
2013年、スイス映画『Who Killed Johnny』に出演。ドイツの芸術家Harald Hertelは彼女の胸を石膏で型どり、それをもとに金属製トルソを製作、1体1400ユーロで販売する。1月18日、衛星ラジオ局SiriusXMの番組Playboy Morning Showに生出演。ヨガのDVDを紹介する。7-8月、RTLでリアリティーショー『Wild Girls -Auf High Heels durch Afrika』に出演。
1月、ミュンヘンで鼻の整形手術を受ける。4月、モデルのSissi FahrenschonがPrinz Ferdinand Von Anhaltと結婚式を挙げた際、花嫁付き添い（英: bridesmaid）として参加。
4月2日、大きな胸のために自らデザインしたブラジャーコレクション（独: BH-Kollektion）をリリースしたいと発表。資本金が足りないとしてkickstarter.comを通して寄付を募る。5月1日までに30000ドルが集まったら、JOCA(TM) ApparelのブランドでDDからJカップのブラジャーを生産したいとのこと。28人から2541ドルを集めたが、5月2日、実現は断念。
2014年、Zooのグラビアに基づくカレンダーをリリース。ポータルサイトGENTSIDEに、「巨乳だと困っちゃう10のコト」と題した動画を発表。 日本語訳あり。Sat.1の番組『Frühstücksfernsehen』に出演。8月19日、親交あるWendy FioreにIce Bucket Challengeを呼びかける。ウェンディは挑戦を恐れず、翌日、やってのけた。9月27日、ProSiebenの番組『Promiboxen 2014』に出演。モデルで元ポルノ女優のMelanie Müllerとボクシングの対戦を行う。 判定負け。
2015年、日本の巨乳雑誌BACHELORに登場。カナダの男性ライフスタイル雑誌Summumに登場。デザイナーのUwe Herrmannは、VOXの番組Die Auswandererに出演した際、彼女の衣装を手掛けていると明かした。
2016年、アメリカ映画『Muck: Feast Of Saint Patrick』に出演。
2017年4月、胸が重たいことに伴う背中の痛みから解放されるため、片方当たり1100ccのインプラントを550ccのものに入れ替える。形が球であると仮定して直径を求めると、1100ccは12.8cm、550ccは10.2cmである。2017年以降はモデル業から遠ざかっている。

### ウェブサイト
彼女のウェブサイトはZelina Mai, Helen De Muro,Lana DeAlessi, Ana Rica, Katie-Jo, Destiny Danger, Veronika Black, Venera Isabella, Rena Thorneなど若手の育成にも寄与した。うち、Zelina Maiは｢運に味方されもしたけど、Jordan Carverの引き立てのおかげよ｣と明言している。

## フィルモグラフィ

### 映画
- Who Killed Johnny (as Gudrun)[21]
- Muck: Feast Of Saint Patrick (as Alex Dotz)[22]

### テレビ番組
- WGN News (WGN, 2010年12月16日)[23]
- 30 Minuten Deutschland（RTL, 2010年）[24]
- WGN Morning News (2012年11月19日)[25]
- Jordan Carver -Das Gesicht des Jahres (RTL2, 2012年6月23日)[26]
- Wild Girls -Auf High Heels durch Afrika (RTL, 2013年7-8月)[27]
- Playboy Morning Show (SiriusXM channel 102, 2013年1月18日)[28]
- Frühstücksfernsehen (Sat.1, 2014年9月26日)[29]
- Promiboxen 2014 (ProSieben, 2014年9月27日)[30]

### テレビCM
- Redcoon[31]

### その他
- Yoga für Anfänger (DVD) - 　2012年12月7日, Berlin:UniversalMusic GmbH
  - Jordan Carver Yoga DVD Soundtrack (CD) - 2012年10月23日, Hannover:ENDE.TV ※作曲家Sascha Endeによる上記のサントラ
- Workout With Jordan Carver (iOS向け教習アプリ) - 2014年10月14日

## 出版
| 年   | タイトル                                              | 出版社                                             | 出版地      | 備考                          |
| ---- | ----------------------------------------------------- | -------------------------------------------------- | ----------- | ----------------------------- |
| 2017 | HOT男人 2017年38号                                    | YOKA NETWORK TECHNOLOGY CO., LTD.                  | Beijing     | 「令人目瞪口呆的K級核弾身材」 |
| 2015 | BACHELOR Sep. 2015 (39巻5号)                          | ダイアプレス                                       | Tokyo       | 表紙                          |
| 2011 | ZOO Magazine Issue No 355 (7-13 January 2011)         | Bauer Media UK                                     | London      |                               |
| 2011 | ZOO Magazine Issue No 375 (27 May -2 June 2011)       |                                                    |             |                               |
| 2011 | ZOO Magazine Issue No 383 (22-28 July 2011)           |                                                    |             |                               |
| 2011 | ZOO Magazine Issue No 394 (7-13 October 2011)         |                                                    |             |                               |
| 2012 | ZOO Magazine Issue No 413 (24 Feb -1 March 2012)      |                                                    |             |                               |
| 2014 | ZOO Magazine 2015 calendar                            | Bauer Media UK                                     | London      |                               |
| 2011 | AlulA magazine # 2                                    | EF magazine                                        | Milano      |                               |
| 2013 | LIKE (2013 Januar)                                    | Bauer Vertriebs KG                                 | Hamburg     | 創刊号表紙                    |
| 2012 | Maxim Spain October 2012 Issue                        | Epicurus Publishing S.A.P.I. de C.V (MAXIM MÉXICO) | CDMX Mexico |                               |
| 2012 | Nuts (21-27 Sept 2012)                                | IPC Media                                          | London      |                               |
| 2012 | as 20 Jan 2012                                        | DIARIO AS                                          | Madrid      |                               |
| 2012 | Zoo Weekly Australia Issue No448 (26 Oct -1 Nov 2012) | Bauer Media Australia                              | Sydney      |                               |
| 2015 | Summum Issue No128 (June 2015)                        | MAGAZINE SUMMUM                                    | Quebec      |                               |
| 2009 | SeaStar 65 (September/Oktober 2009)                   | SeaStar                                            | Hannover    |                               |

## 私生活とゴシップ
2011年、彼女はレズであるという噂が広まった。本人は否定。また、噂の発生原因について、自らの人気に対する嫉妬ではないかと示唆した。
2011年にボルシア・ドルトムントの選手マルコ・ロイスが無免許運転で54万ユーロの罰金を支払い運転ができない状態にあるとき、彼女はロイスの運転手になってもよいとオファーしたと報じられた。「私が24時間運転してあげる。私を愛してくれるかバイエルン・ミュンヘンに移籍してくれればいいの。両方でも、いいのよ♡」。本人は強く否定。
2016年1月、当時のボーイフレンドDavid Baldwinとその母親Sharon Littleがアナボリックステロイドの製造販売の容疑で逮捕される。彼女本人は無関係。
2016年12月、男の子を出産する。子供の父親は公表されていないが、付き合い始めて2か月で妊娠したという。出産の時点ですでに別れており、彼女はシングルマザーである。妊娠中に増加した30ポンドを元に戻すのに半年かかった。Bild.deのインタビューに対し、「出産後のスタイル回復のためフィットネスは欠かせない。激しい運動の終わりにストレッチするために、ヨガのエクササイズは有用」と答えている。
2022年9月の報道によると、ナターシャ・オクセンクネヒトの元カレでケルンのレストラン経営者Umut Kekilliと結婚している。計二人の子供がいる。

### 年齢疑惑
2009年に発行されたダイビング雑誌にIna Schnitzer名義で登場した際の彼女の年齢は26歳である。誤植でなければ1983年生まれ。なお、2010年8月10日付けのニュースサイトIGNの記事によると、当時24歳。この時にはすでに1986年生まれ（ということ）になっていた。

## その他
彼女の方針としてヌードは基本的にＮＧ。ブラジャーを外した写真も、乳首・乳輪は手などで隠している。2012年2月、Volksfreundのインタビューに対し、｢エロチックという言葉は嫌い。私の写真は美しさを追究する良質なもの｣と答えている。また、Jordan Carverのブランド価値を少数のヌード写真で台無しにするわけにもいかないとのこと。
好きなスポーツはダイビング。イーゾラ・デル・ジリオのダイビングスポットがお気に入り。FCバイエルン・ミュンヘンのファンとして知られる。
好きな本のジャンルは犯罪もの（例えばKathy Reichs）。パウロ・コエーリョのようなスピリチュアルな本も読む。
Volksfreundのインタビューによると、モデルの仕事はいつまでも続けられないと自覚しており、ゆくゆくはララ・クロフトのようなアクション映画に出演したいという基本計画（独: Masterplan）を持っている。

### バストとブラサイズ
トップとアンダーの差が何インチならば何カップか、国によって規格が異なるのが実情であるが、彼女の活動拠点が米国であることを考慮し、ここでは特に断らない限りASTMを前提とする。測定された時期が多少なりとも明かされているソースはそれほど多くない。もともと胸の大きな母親の遺伝で、Eカップを持っていたと本人は言う。学校の友人の証言によると、｢彼女の驚くべき胸の成長は、(ミュンヘンから)アイフェルに戻った後に始った｣とのこと。
2010年1月、自身のウェブサイトを開設した際、34Gが公称サイズであった。
2012年4月、彼女はベルリンの下着店で職場体験学習（英: one-day internship）を行った。この時のブラサイズは30Jである。 
2012年11月、写真撮影中に30Kであると確認された。
2013年8月の報道によると109J-60-89である。
当記事のテンプレートは最近（乳房縮小後）の値を記載。
2022年の報道によると、計2回の乳房縮小術を受けており、今は本人もカップ数を知らない。